# Иолк, Евгений Сигизмундович
Евге́ний Сигизму́ндович Ио́лк (при рождении Исаак Зеликович Иолк, псевдонимы: Е. Иоган, Иогансон, Иота, Е. Барсуков; 1 [14] августа 1900 — 15 декабря 1937) — советский востоковед, разведчик, автор научных и публицистических работ.
Участник Гражданской войны. За неполный год обучения в институте изучил основы китайского языка, что позволило ему стать членом группы М. М. Бородина в Китае (1926—1927). После возвращения в Москву преподавал в КУТК (1928—1929) и учился на восточном отделении ИКП (1929—1932), член редколлегии журнала «Проблемы Китая» (1930—1932). С 1932 года сотрудник разведуправления Генштаба РККА и Тихоокеанского кабинета ИМХиМП. В 1937 году находился на нелегальном положении в Испании.
Был арестован в 1937 году по подозрению в причастности к «военно-фашистскому заговору». Расстрелян в декабре 1937 года. Реабилитирован ВКВС СССР 9 мая 1957 года.

## Биография
Родился в Риге в семье Зелика (Зелига, Сигизмунда) Залмановича Иолка (1833—1913), уроженца Митавы, и Амалии Исааковны Михельсон (1861—1910). Родители заключили брак в 1886 году в Риге. Отец владел магазином украшений, модных и галантерейных товаров «S. Jolk» на улице Шкюню, 12. 
Участник Гражданской войны (продотрядчик). Член РКП(б) с 1919 года. В 1924—1925 годах учился в Ленинградском институте живых восточных языков, одновременно работал членом правления института. Академик В. М. Алексеев вспоминал Иолка как нестандартного студента, который проявлял незаурядную энергию и самодисциплину:

Не могу отказать себе в удовольствии упомянуть т. Иолка (хотя возможно, что он теперь отмежёвывается от нас), который только начал занятия, пробыл один год, но показал процент самодеятельности или, вернее, градус самодеятельности весьма значительный. Этот человек знал, чего хотел и как за дело взяться: он был на своём месте, требовал от преподавателей советов, чтобы не делать лишних абсурдов. Он являлся на лекции с листом вопросов, устных или письменных. Его отчёты из Китая, вызвавшие всем известный успех, были тоже в виде вопросов. У меня есть его отчёты о пребывании в Кантоне, мне доставило большое удовольствие читать их. Не скажу, чтобы мне нравилась его статья в «Проблемах Китая», но статья серьёзная, и тот, кто будет писать об этом предмете, не сможет пройти мимо Иолка. И это человек, который не кончил и первого курса! Процент самодеятельности был у него чрезвычайно высок. Школа дала толчок, а выработался сам.
Наряду с А. А. Ивановым (Ивиным) Иолк являлся единственным китаистом из молодой поросли советских востоковедов, владевшим китайским языком, что и позволило ему стать переводчиком в группе советских военных специалистов в Китае (весна 1925 — ноябрь 1927), работавшей под руководством Михаила Бородина. В противоположность группе Блюхера команда Бородина состояла из людей штатских. Вместе с М. Волиным и О. С. Тархановым (псевдоним «Танин») Иолк составлял «мозговой трест» группы Бородина. М. И. Казанин наиболее способным из всей группы называл Тарханова, а Иолку дал следующую оценку:

Иолк, только недавно покинувший Институт востоковедения в Ленинграде, обладал большими способностями к научной работе и хорошо знал несколько языков, включая китайский.
В Кантоне Иолк действительно активно занимался научной работой: он участвовал в работе китаеведческого кружка советских специалистов и в издании рукописного журнала «Кантон». Тогда же начал работать как исследователь-политолог, совместно с М. Волиным написал и издал на английском языке в Кантоне книгу «Крестьянское движение в Гуандуне» (в двух томах). Судьба изданной книги оказалась незавидной: тираж книги был уничтожен во время переворота Ли Цзишэня в апреле 1927 года, сохранились лишь несколько случайных экземпляров второго тома, первый том был утерян полностью.
По возвращении на родину работал заместителем заведующего НИИ по Китаю, преподавал в КУТК (1928—1929) и учился на восточном отделении ИКП (1929—1932), член редколлегии журнала «Проблемы Китая» (1930—1932). С 1932 года сотрудник разведуправления Генштаба РККА и Тихоокеанского кабинета ИМХиМП. В 1933 году совместно с Тархановым издал книгу «Военно-фашистское движение в Японии».
В 1932—1935 годах Иолк работал в штабе ОКДВА (Хабаровск); с января 1935 года в Наркомате обороны. В том же году получил без защиты степень доктора экономических наук. В годы гражданской войны в Испании был нелегалом, совершавшим рейсы в эту страну на кораблях, перевозивших оружие. Секретным постановлением ЦИК СССР от 17 июля 1937 награждён орденом Красной Звезды.
Арестован 5 сентября 1937 года. 15 декабря 1937 года ВК ВС СССР приговорён к высшей мере наказания («участие в военно-фашистском заговоре»). В тот же день расстрелян. Место захоронения — полигон НКВД «Коммунарка». Реабилитирован ВК ВС СССР 9 мая 1957 года. Послевоенный эмигрант Николай Васильевич Лихачёв (1905—1965), известный под псевдонимом Светланин А. В., в книге «Дальневосточный заговор» упоминал Иолка как жертву чистки, которая была направлена против участников дальневосточной ячейки реально существовавшего подполья, готовившего устранение Сталина: «На протяжении июня-июля 1937 года НКВД выдернул ещё ряд чинов штаба фронта. Помню следующие имена: <…> Валин, нач. разведотдела (разведотдел вообще тотчас же был перетряхнут до основания и за Валиным последовали под нож зам. начальника Любимов, пом. начальника Иолк и др.)». Вместе с Иолком в годы репрессий погибли и его коллеги по группе Бородина: Волин и Тарханов.
Жена — переводчица Т. И. Владимирова.

## Научный вклад
Научный вклад Евгения Иолка был разнообразен и во многом определялся политической повесткой дня. Во время пребывания в Китае Иолк вместе с М. Волиным подготовили и издали двухтомную работу «Крестьянское движение в Гуандуне», в которой обосновали революционность крестьянских настроений в южной провинции. Собственно аналитическому материалу был посвящён только первый том, второй том целиком состоял из источников.
После возвращения из Китая Иолк активно включился в дискуссию об азиатском способе производства на стороне противников данной концепции. В своих статьях, посвящённых этому вопросу, он отстаивал мнение, что «восточное общество по способу соединения производства и рабочей силы представляет разновидность феодального способа производства». Государственную монополию на землю он понимал как концентрацию земельной собственности в национальном масштабе, что теоретически подтверждалось марксистским тезисом о совпадении налога и ренты на Востоке. Для этого он нашёл в древней китайской истории классический для Европы тип воина — землевладельца, включённого в сложные отношения вассалитета. При этом Е. С. Иолк, по утверждению О. Кима, со всей очевидностью подгонял факты под концепцию: термин фын («пожалование», «владение») он однозначно переводил как «лен», ши как «рыцарство» и т. д. В целом Иолк отстаивал мнение, что феодализм развился на Востоке из специфических форм военной демократии, с обособлением военной знати и жречества, при сохранении специфических патриархальных отношений.
В 1932 году Иолк был переброшен в Хабаровск, где начал работу в штабе ОКДВА, в это же время он становится сотрудником ИМХиМП и совместно с Тархановым приступает к научной работе. В 1933 году под редакцией Иолка и Тарханова выходит сборник документов «Советы в Китае». Изначально книга была предназначена для публикации на немецком, однако, как отмечал в своей рецензии Бела Кун, «германское фашистское правительство, видный агент которого генерал фон Сект был автором оперативных планов недавно провалившегося шестого похода Чан Кайши, запретило немецкое издание этой книги». Публикацию документов предваряла вводная статья Е. Иолка и Тарханова, в которой давалась общая характеристика советского движения в Китае, освещались проблемы этого движения, его перспективы и которая, по сути, являлась развёрнутым комментарием к книге. Документы, представленные в сборнике, в основном были посвящены двум центральным вопросам: вооружённой борьбе китайских масс и китайской Красной армии с «буржуазно-помещичьей гоминьдановской реакцией» и аграрной революции в советских районах. Наряду с этим были представлены документы, содержащие информацию об экономической политике советской власти, о советском строительстве, партийной жизни и быте в советских районах.
Документы были систематизированы в исторической последовательности и по районам. Первый раздел документов посвящён истории советского движения в Китае. Эти документы охватывают период от кантонского восстания в декабре 1927 года до захвата Красной армией города Чанша в конце июля 1930 года. Следующие разделы документов даны уже порайонно с соблюдением исторической последовательности. Они были призваны отобразить полосу нового подъёма китайской революции, приведшей к разгрому китайской Красной армией нескольких походов Чан Кайши и образованию ряда стабильных советских районов: 1) Центрального советского района в юго-западной части провинции Цзянси; 2) Советского района в западной части провинции Фуцзянь; 3) ряда районов в провинции Гуаньдун; 4) на северо-востоке провинции Цзянси; 5) района на стыке провинций Хубэй, Хунань и Цзянси; 6) западного Хубэя и Хунани и 7) пограничного Хубэй-хэнань-аньхуйского района.
Ярко выраженная идейная направленность издания, открыто отстаивавшая коминтерновскую позицию о необходимости союза крестьян и рабочих, была горячо поддержана рецензиями, опубликованными в партийной прессе. С. Далин в своей рецензии писал: 

Ценность книги «Советы в Китае» заключается также и в том, что в ней собран огромный материал об аграрных отношениях в китайской деревне, о плебейской расправе миллионов китайского крестьянства с китайскими помещиками, державшими в своих руках почти всю землю. Документы, опубликованные в этой книге, особенно наглядно демонстрируют тот факт, что наиболее прочно положение советской власти именно в тех районах, где от помещичьего землевладения не осталось камня на камне и где произведён уравнительный передел земли.
Столь же высокую оценку книге дал и видный деятель Коминтерна Бела Кун, который самым положительным образом высказался о документах, представленных в книге, а также рекомендовал её к переводу и изданию, хотя бы в сокращённом варианте, на других языках мира.
В том же 1933-м году Иолк обращается к изучению возможной японской агрессии на дальневосточном направлении. Совместно с Тархановым он подготовил книгу «Военно-фашистское движение в Японии». Дав в первых двух частях книги историческое описание классовым противоречиям в японском обществе до и после Первой мировой войны, в третьей части авторы делают акцент на обострении классовой борьбы и подробно останавливаются на армии как центре реакционно-шовинистического и фашистского движения в Японии. Сюда входят эволюция политической роли армии, политическая программа военщины, офицерские организации и военные заговоры, а также роль военщины в реакционных террористических организациях. Третья глава третьей части посвящена специально социал-фашизму и национал-социализму, а четвёртая — войне и активизации реакционных организаций господствующих классов. Заканчивается третья часть общим заключением, в котором даются резюме всей книги, теоретические и политические обобщения, а также попытка дать некоторые прогнозы дальнейшего разворачивания событий. Четвёртая часть книги состоит из двух приложений: программного документа японского фашизма — статьи бывшего военного министра Садао Араки «Задачи Японии в эпоху Сёва» и именного указателя.
Первоначально книга была выпущена Разведуправлением РККА для Дальнего Востока «для служебного пользования». После выхода книга обратила на себя внимание И. В. Сталина, который в октябре 1933 года, готовясь к широкомасштабной пропагандистской кампании против «японского фашизма и милитаризма» (в письме к ближайшим соратникам В. М. Молотову и Л. М. Кагановичу он прямо говорил о «мерзавцах из Японии»), распорядился издать её «открыто и для всех немедля» с предисловием и «некоторыми исправлениями от Радека». Желание вождя было исполнено немедленно: 28 октября 1933 года книга была сдана в набор и уже 1 ноября подписана к печати (тираж 25 000 экз.).
Сразу после выхода в свет книга была высоко оценена партийной печатью. Розен в своей рецензии назвал книгу «лучшим трудом из написанных в данной области», однако ставил в вину авторам недооценку роли крестьянства в Реставрации Мэйдзи, а также некоторые другие «теоретические ошибки». П. Китайгородский рекомендовал книгу к прочтению всем партийцам. Г. Баранцев отмечал, что книга Иогана и Танина является лучшей работой по фактическому наполнению, однако имеет проблемы методологического характера, при этом теоретические ошибки он нашёл не только у авторов книги, но и у Розена, чья рецензия появилась в печати ранее. Спустя более полувека после публикации более неоднозначную оценку книге Иолка и Тарханова дал российский востоковед Василий Молодяков:

Для работ Тарханова-Иолка характерны хорошая осведомлённость и достоверность большинства сообщаемых фактов, однако истинный характер использованных ими источников вызывает сомнения. Они часто не приводят точных ссылок на источники информации или цитат и не дают японских названий книг или статей, так что идентифицировать и проверить их порой просто невозможно. Кроме того, даже в ходе длительных поисков в японских библиотеках и в библиографических справочниках не удалось обнаружить многих изданий, на которые они ссылаются. Однако эта книга, вышедшая семь десятилетий назад, до сих пор сохраняет немалое научное значение, особенно на фоне отсутствия аналогичных отечественных работ.

## Список работ
Монографии и сборники документов
- The Peasant Movement in Kwangtung (Materials on the Agrarian problem in China) In Two Parts :  [англ.] / Prepared by M. Volin and E. Yolk under the editorship and with a preface by M. Borodin. — Canton : The Canton Gazette Publishing Co., 1927.
- Советы в Китае: сборник материалов и документов / вводная статья Е. Иогансона и О. Таубе, перевод с немецкого. — М. : Партийное издательство, 1933. — 532 с. — 10 000 экз.
- Танин О., Иоган Е. Военно-фашистское движение в Японии / с предисл. К. Радека. — М. : Партийное издательство, 1933. — 270 с. — 25 000 экз.

Брошюры
- Иолк [Е.] Китайская революция. — 1931. — («В помощь партучебе», вып. 3, 38 с., 2 карт. (Серия истории Коминтерна, вып. 3, тема 8)).

Статьи
- Иолк Е. Бойкот Гонконга (Письмо из Кантона) // Новый Восток (журнал). — 1926. — № 15. — С. 278—292.
- Иолк Е. К вопросу об основах общественного строя древнего Китая // Проблемы Китая. — 1930. — № 2. — С. 87—135.
- Иолк Е. С. Рецензия — Кокин М., Папаян Г. «Цзиньтянь». Аграрный строй древнего Китая // Проблемы Китая. — 1930. — № 4—5.
- Иолк Е. и Тарханов О. Советское движение в Китае // Проблемы Китая. — 1931. — № 6—7 (1—2). — С. 3—52.
- Иолк Е. С. К вопросу об «азиатском» способе производства // Под знаменем марксизма. — 1931. — № 3.
- Войтинский Г., Иолк Е., Насонов Н. События на Дальнем Востоке и опасность войны // Большевик. — 1932. — № 5—6. — С. 42—55.
- Иолк Е. Захват Маньчжурии и революционный подъём в Китае // Мировое хозяйство и мировая политика. — 1932. — № 3. — С. 3—23.
- Иолк Е. Захват Маньчжурии и революционный подъём в Китае // Оккупация Маньчжурии и борьба империалистов : сб. ст. / под ред. П. Мифа, Е. Иолк, Г. Войтинского. — М. : Партиздат, 1932. — С. 37—57. — 166 с.
- Иолк Е. Японский империализм перед новыми авантюрами // Большевик. — 1933. — № 19. — С. 38—55.
- Иолк Е. Пять лет советской власти в Китае (К пятилетию Кантонской коммуны) // Проблемы Китая. — 1933. — № 11. — С. 27—36.
- Йота. Некоторые хозяйственные итоги 1932 г. в Японии // Мировое хозяйство и мировая политика. — 1933. — № 4. — С. 81—98.
- Иолк Е. Новый этап японо-китайских отношений // Большевик. — 1935. — № 9. — С. 61—70.

## Комментарии
1. ↑  Речь о событии, известном как «событие 15 апреля в Гуандуне» (кит. 广州四·一五事件). 13 апреля 1927 года генерал Ли Цзишэнь, до этого сотрудничавший с коммунистами, произвёл контрреволюционный переворот в Кантоне под тем предлогом, будто коммунисты вместе с крестьянскими отрядами и курсантами Вампу готовили захват политической власти. Это произошло вслед за Шанхайской резнёй и полным разрывом Гоминьдана с коммунистами. После данных событий китайские коммунисты были вынуждены уйти в подполье, а Бородин и его группа вернулись в СССР.
2. ↑  После постановлений 1934—1936 годов широко развернулась подготовка научных кадров. Большой отряд ведущих учёных получил степень доктора наук без защиты диссертации. Степень доктора исторических наук была присвоена в Ленинграде ветерану отечественного китаеведения Н. В. Кюнеру; в Москве — А. Ивину; докторами экономических наук стали В. Я. Аварин, Г. Н. Войтинский, Е. С. Иолк, П. А. Миф — вся группа работала в Институте мирового хозяйства и мировой политики. Защита докторских диссертаций в те годы была относительно редким явлением. До 1953 года в СССР не было защищено ни одной диссертации на соискание степени доктора исторических наук по Китаю. Но отдельные работы, написанные фактически на исторические темы, были. Так, А. Я. Канторович за историческую, по сути, монографию получил степень доктора экономических наук[10].